# تداوس

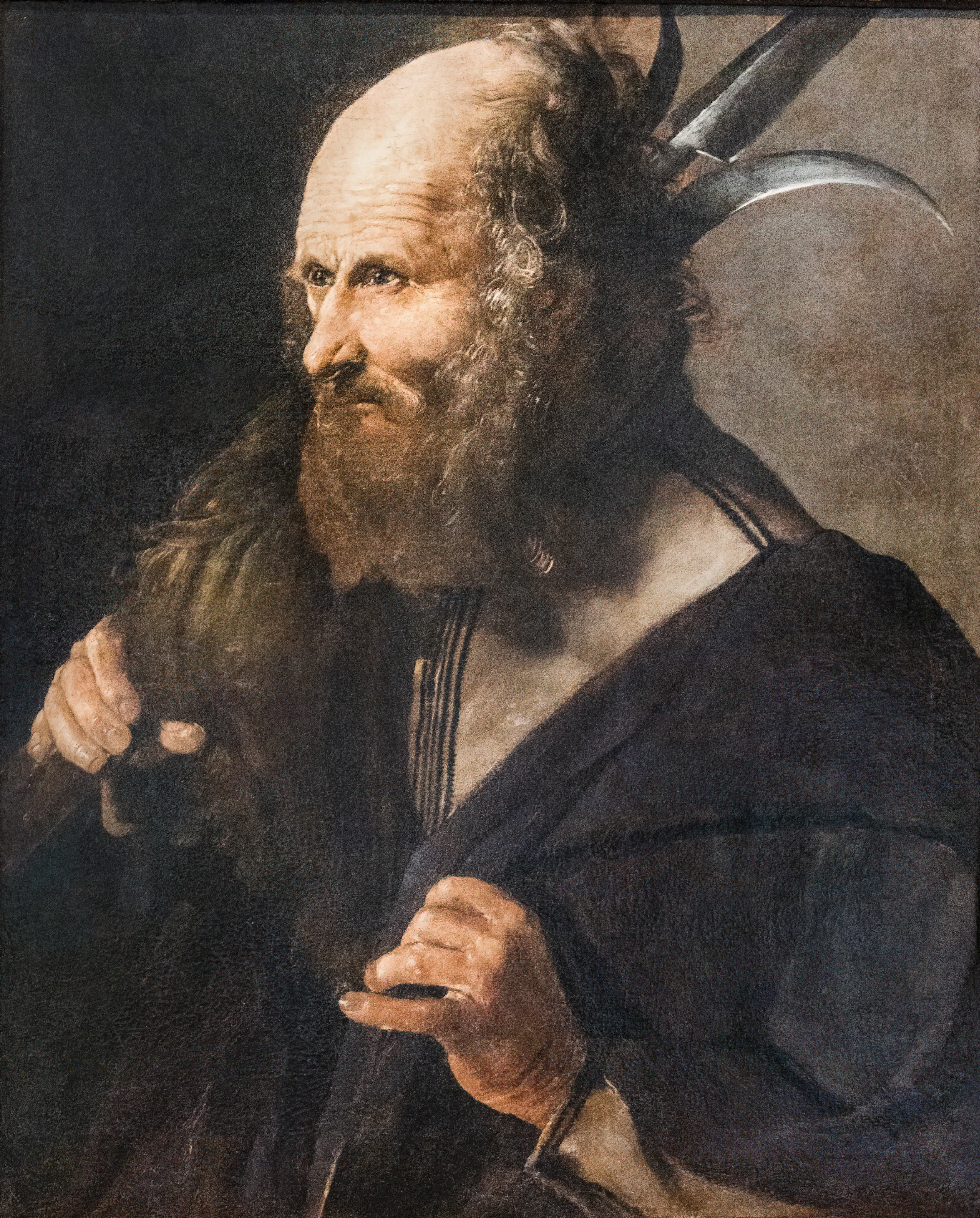
يهوذا تدَّاوس يحمل فأسا الأداة التي قُتل بها، لوحة للرسام الفرنسي جورج دو لاتور - القرن السابع عشر

تداوس (باليونانية Θαδδαῖος وبالإنجليزية Thaddaeus) هو واحد من رسل المسيح الإثني عشر ويُسمى أيضا يهوذا تداوس ويهوذا لبَّاوس، وهو بالطبع ليس يهوذا الإسخريوطي التلميذ الذي خان يسوع وسلمه لليهود بحسب الرواية الإنجيلية.
والرسول تداوس كان شقيق الرسول يعقوب الصغير واسم والده يعقوب  وأمه مريم، ويعتقد البعض بأن يهوذا ويعقوب المذكورين في إنجيل مرقس  على أنهما إخوة أو أنسباء يسوع هما ذات الرسولين تداوس ويعقوب بن حلفى.
كتاب أعمال توما هو من الكتب الأبوكريفا أي الكتب الغير قانونينة بالنسبة للكنيسة والذي كُتب في سوريا في القرن الثالث، يخلط بين الرسولين يهوذا تداوس وتوما على اعتبار أن اسم توما الكامل هو يهوذا توما بحسب التقليد السرياني.
واستنادا لرأي الكنيسة الأرمنية الرسولية فأن الرسول تدّاوس هو أحد تلاميذ المسيح الذين أدخلوا المسيحية إلى أرمينيا، وفي الكنيسة الكاثوليكية يعتبر تدَّاوس شفيع القضايا الميؤس منها، ويصور في الأعمال الفنية غالبا وهو يحمل فأسا حيث يُعتقد بأنه قتل بقطع رأسه بواسطة هذه الأداة، وفي أعمال أخرى يرسم وهو ممسك برسالته «رسالة يهوذا» وهي من ضمن أسفار العهد الجديد وتنسب إلى هذا الرسول.

## تداوس في الإنجيل
يذكر إنجيل يوحنا أنه أثناء العشاء الأخير كان يهوذا تداوس من بين التلاميذ الذين طرحوا أسئلة على يسوع (قَالَ لَهُ يَهُوذَا لَيْسَ الإِسْخَرْيُوطِيَّ: «يَا سَيِّدُ، مَإذَا حَدَثَ حَتَّى إِنَّكَ مُزْمِعٌ أَنْ تُظْهِرَ ذَاتَكَ لَنَا وَلَيْسَ لِلْعَالَمِ؟») ، وقد ورد ذكره أيضا في قائمة الرسل المذكورة في (متى 10) و (مرقس 3) و (لوقا 6) وفي (أعمال 1)، وفي (متى 10 : 3) يقول (وَلَبَّأوُسُ الْمُلَقَّبُ تَدَّأوُسَ) قد يفهم من هذا النص بأن اسم هذا الرسول كان لبَّاوس – ويهوذا هو اسمه الثاني جريا على عادة اليهود بامتلاك اسمين – وبأن لقبه أو اسم عائلته كان تدَّاوس، على كل حال إن ذكر اسام كثيرة لهذا الرسول كان الهدف منه هو تمييزه عن يهوذا الإسخريوطي.
وبحسب إيمان الكنيسة فأن يهوذا تداوس هو كاتب أحد أسفار العهد الجديد «رسالة يهوذا» وهي رسالة قصيرة تتألف من فصل واحد وتبدأ هكذا (يَهُوذَا، عَبْدُ يَسُوعَ الْمَسِيحِ، وَأَخُو يَعْقُوبَ، إِلَى الْمَدْعُوِّينَ الْمُقَدَّسِينَ فِي اللهِ الآبِ، وَالْمَحْفُوظِينَ لِيَسُوعَ الْمَسِيحِ.لِتَكْثُرْ لَكُمُ الرَّحْمَةُ وَالسَّلاَمُ وَالْمَحَبَّةُ.).

## تداوس بحسب آباء الكنيسة
استنادا إلى كتابات أبو التاريخ الكنسي أوسابيوس القيصري، فأن يهوذا تدَّاوس رجع إلى أورشليم عام 62 م بعد أن غادرها مع بقية التلاميذ بسبب اضطهادات هيرودس للمسيحيين، وهناك اشترك في انتخاب شقيقه سمعان كأسقف على أورشليم، وهناك روايات كنسية أخرى تقول بأنه بشر بالمسيحية في عموم فلسطين وآدوم وسوريا وبلاد ما بين النهرين وليبيا وأرمينيا، وروايات أخرى تقول بأنه زار بيروت والرها وقتل في بلاد فارس(إيران)، بحسب تقليد الكنيسة الرسولية الأرمنية فأن هذا الرسول قُتل في سبيل إيمانه مع زميله سمعان القانوي حوالي عام 65 م، وبعد موته نُقل ما يُعتقد بأنه جسده إلى روما ووضع في بازيليك القديس بطرس وتعيد الكنيسة الكاثوليكية لكلا القديسين تداوس وسمعان القانوي في 28 أكتوبر/تشرين الأول.

## مواضيع ذات صلة
- رسالة يهوذا

## مواقع ذات صلة
- st.jude koothattukulam